# Gare de Charleroi-Central
Pour les articles homonymes, voir Gare de Charleroi, Gare du Sud (homonymie) et Gare centrale.
La gare de Charleroi-Central (anciennement gare de Charleroi-Sud) est une gare ferroviaire belge située au sud du centre de la ville de Charleroi, dans la province de Hainaut, en région wallonne.
Elle occupe une place importante dans le réseau ferroviaire de la région wallonne. Avec plus de 11 200 embarquements par jour de semaine, c'est la quatrième gare wallonne la plus fréquentée après Namur, Ottignies et Liège-Guillemins.
Nommée Charleroi-Sud à sa création, elle prend officiellement le nom de gare de Charleroi-Central le 11 décembre 2022, l'adaptation s'effectuant progressivement à partir du 7 décembre 2022.

## Situation ferroviaire
La gare de Charleroi-Central est un nœud ferroviaire d'où rayonnent les lignes :
- 112 vers Mons et Tournai ;
- 124 vers Bruxelles et Anvers ;
- 124A vers Luttre ;
- 130 vers Namur et Liège ;
- 130A vers Erquelinnes et Jeumont, en France ;
- 132 vers Philippeville et Couvin ;
- 140 vers Fleurus et Ottignies .

## Histoire
En 1843, la Compagnie de l'État Belge étend son réseau ferré dans le Hainaut. Après avoir relié Bruxelles à Mons, elle embranche en gare de Braine-le-Comte une ligne vers Charleroi et Namur. La gare est inaugurée le 30 juillet 1843, deux jours après qu'un train d'essai ait parcouru la ligne, mettant 3 h 45 pour relier Bruxelles-Midi à Namur.
À l'époque, il était question de doubler les voies d'eau, jugées trop lentes, mais qui présentent l'avantage d'avoir cristallisé les villes et industries. La liaison directe (par Nivelles) vers la capitale ne sera inaugurée qu'en 1874. En 1848, la Société du chemin de fer de l'Entre-Sambre-et-Meuse inaugure un tronçon vers Walcourt et Morialmé, importants sites d'exploitation extractive.
En 1852, la Compagnie du Nord Belge, relie Charleroi à son réseau français, via Erquelinnes. En 1855, La Compagnie du Grand Central Belge, qui s'est constituée en rassemblant diverses compagnies privées, relie Ottignies à Charleroi-Ouest et la ligne 132 vers Walcourt.

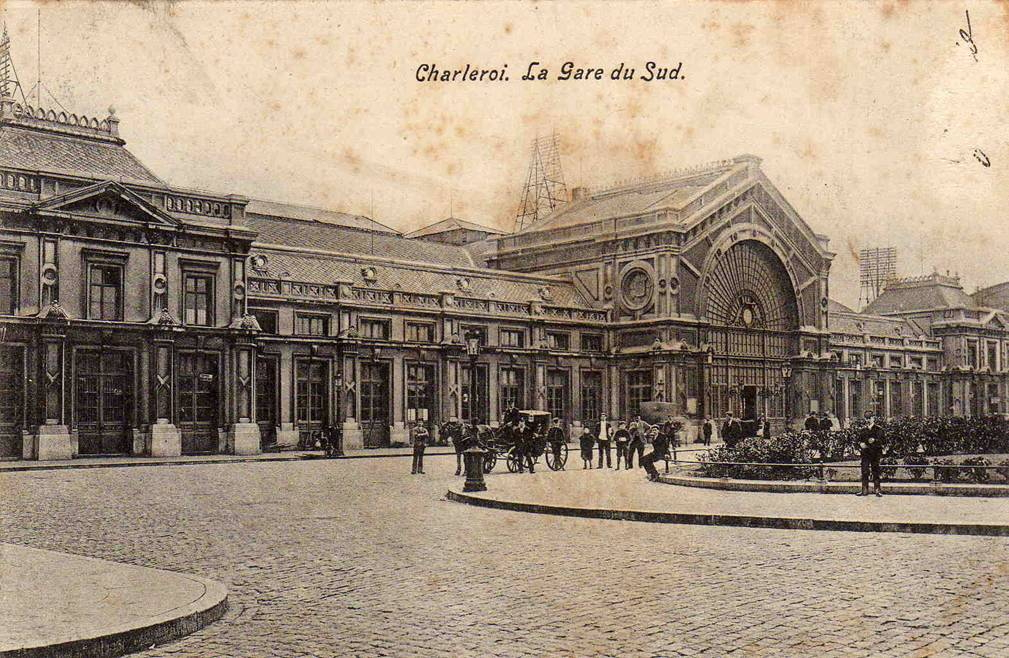
Gare du Sud au début du XX

En 1874, l'actuel bâtiment est inauguré. À l'époque, il ressemble fort à celui de Liège Guillemins, démoli depuis. Cette ressemblance, ainsi que des similitudes avec la gare de Namur, suggèrent que ces gares pourraient avoir un même architecte, A. P.J. Lambeau. Sa structure est assez classique des principales gares de passage construites à cette époque (Arlon, Namur, Mons, Tournai) : un pavillon central, réservé à l'accueil des voyageurs, encadré par deux ailes reprenant chacune un buffet et une salle d'attente (dans l'aile de gauche pour les voyageurs de 1re et 2e classe et à droite pour ceux de 3e classe) ; le reste des ailes et les deux pavillons d'extrémité abritant les services annexes. Le tout dégageant une impression ostensiblement imposante, le train étant à l'époque le symbole du progrès qui se répand dans l'ensemble du pays. Les quais sont recouverts par deux halles métalliques, appelées marquise, dont l'une recouvre la gare latérale composée de voies en impasse.
Un important maillage de lignes industrielles se développe ensuite dans le bassin charbonnier, sidérurgique et industriel carolorégien. Plusieurs gares de formation sont établies afin de composer les convois qui sont expédiés aux quatre coins du pays, et par delà les frontières.
En 1949, la ligne vers Bruxelles est la seconde ligne principale à être électrifiée (après la ligne Bruxelles - Anvers, électrifiée en 1935). Le terminus des trains électriques est alors implanté sous la halle de la gare latérale. Les deux marquises sont démolies entre février et juillet 1958 et la gare latérale disparaît au profit de nouveaux quais. Une haute tour servant de cabine de signalisation est bâtie à son emplacement en 1984 et disparaît en 2021.
En 1987, la gare est reliée à Charleroi-Ouest par une voie unique franchissant la Sambre sur un pont en courbe où la vitesse des convois est limitée à 30 km/h.

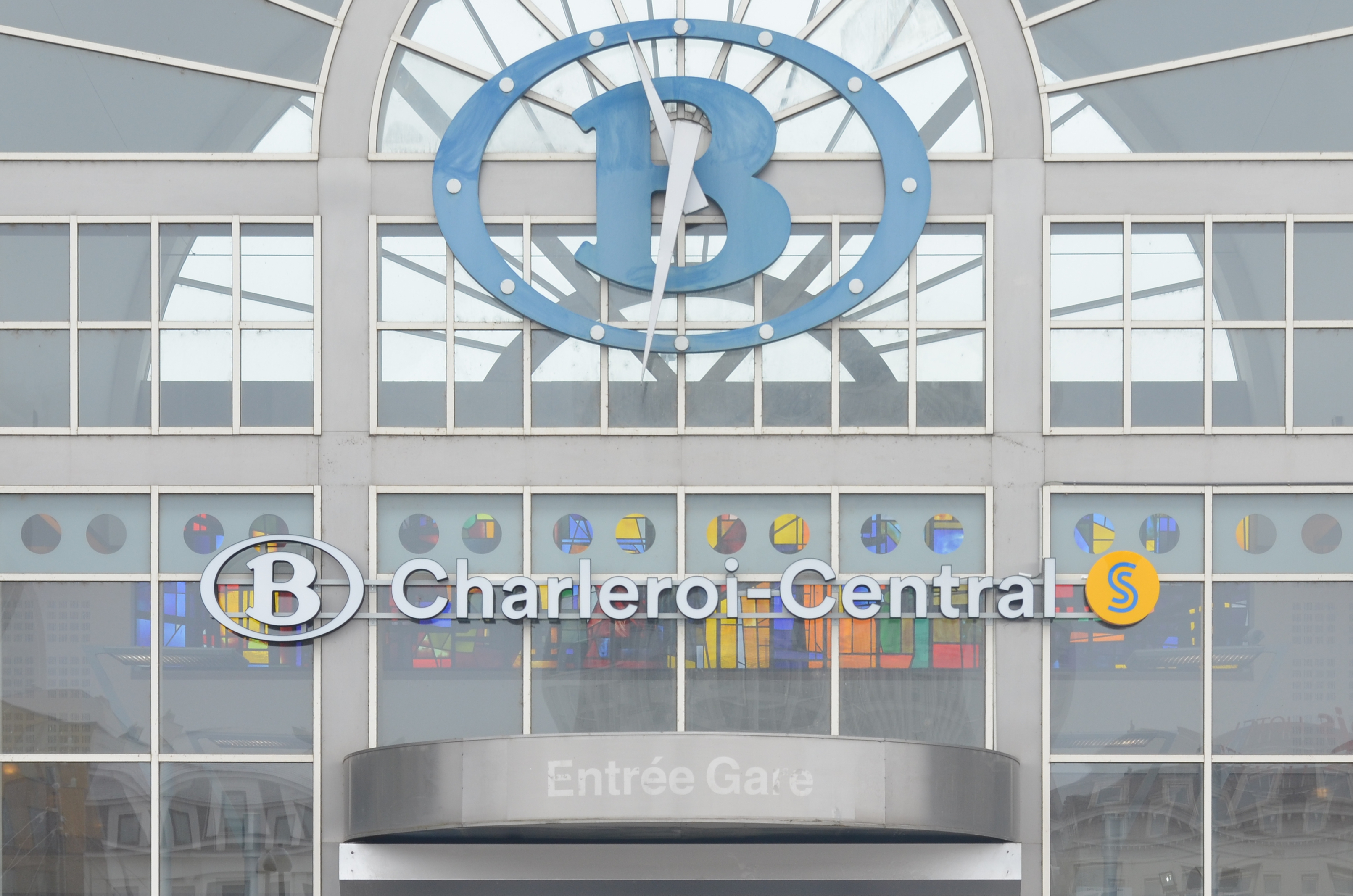
Entrée de la gare le 10 décembre 2022.

En 2005, le centre de tri postal qui occupait le bâtiment voisin, qui a vu la coopération entre la SNCB et La Poste pour la distribution postale par voie ferroviaire, a été déplacé à Fleurus. La même année, l'extérieur de la gare a été rénové. L'intérieur le sera progressivement par la suite, avec notamment la couverture d'une partie du large quai de la voie 1 afin d'en faire une petite galerie commerciale et de service. Le revêtement des quais est également remplacé. Les annonces à quai étaient introduites par les premières notes de l'hymne populaire au Pays de Charleroi jusqu'en 2009, date à laquelle le speaker a été remplacé par un système de synthèse vocale. En 2011, la gare rénovée est inaugurée.

Mémorial 1914-1918 dans la salle d'attente
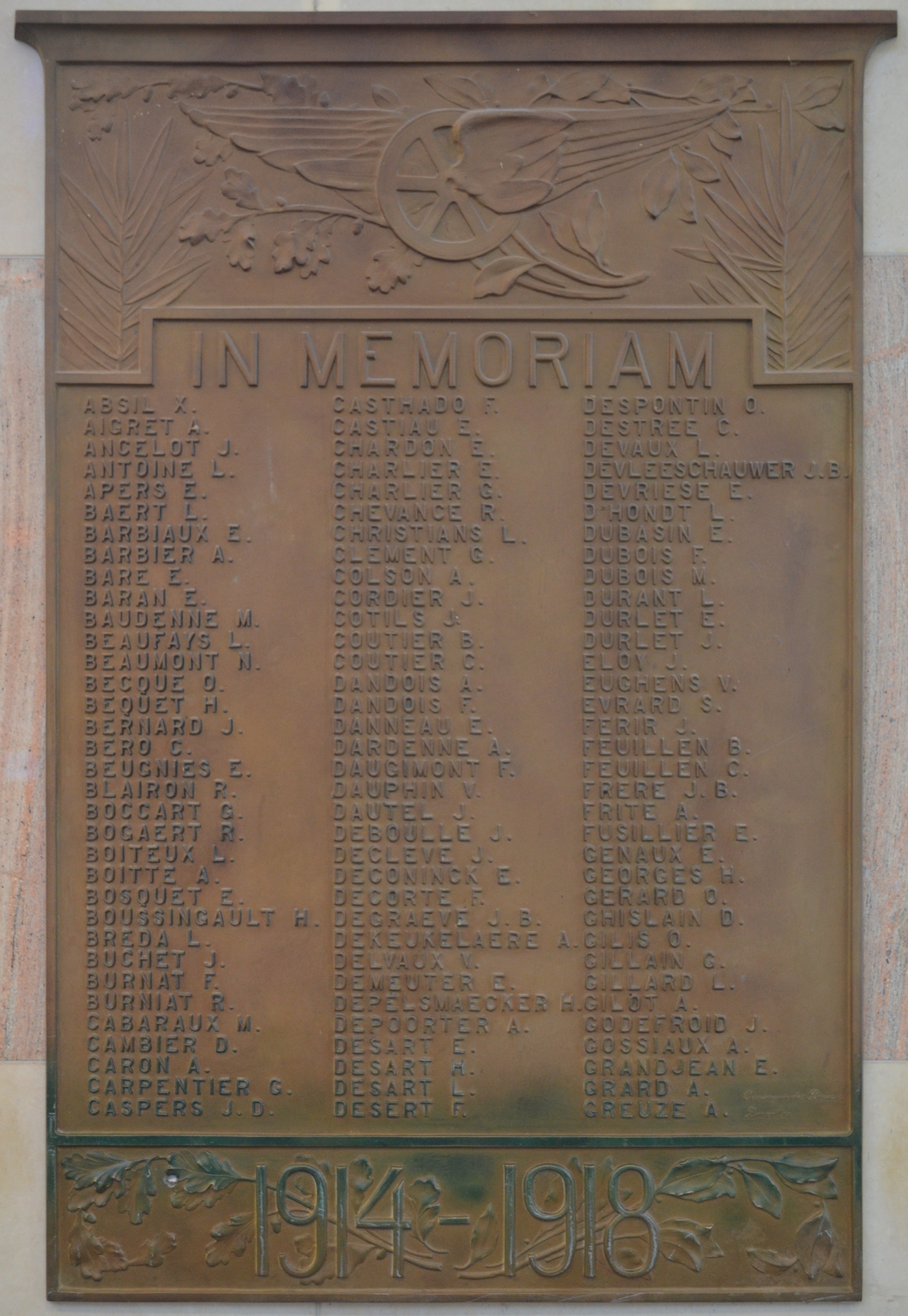
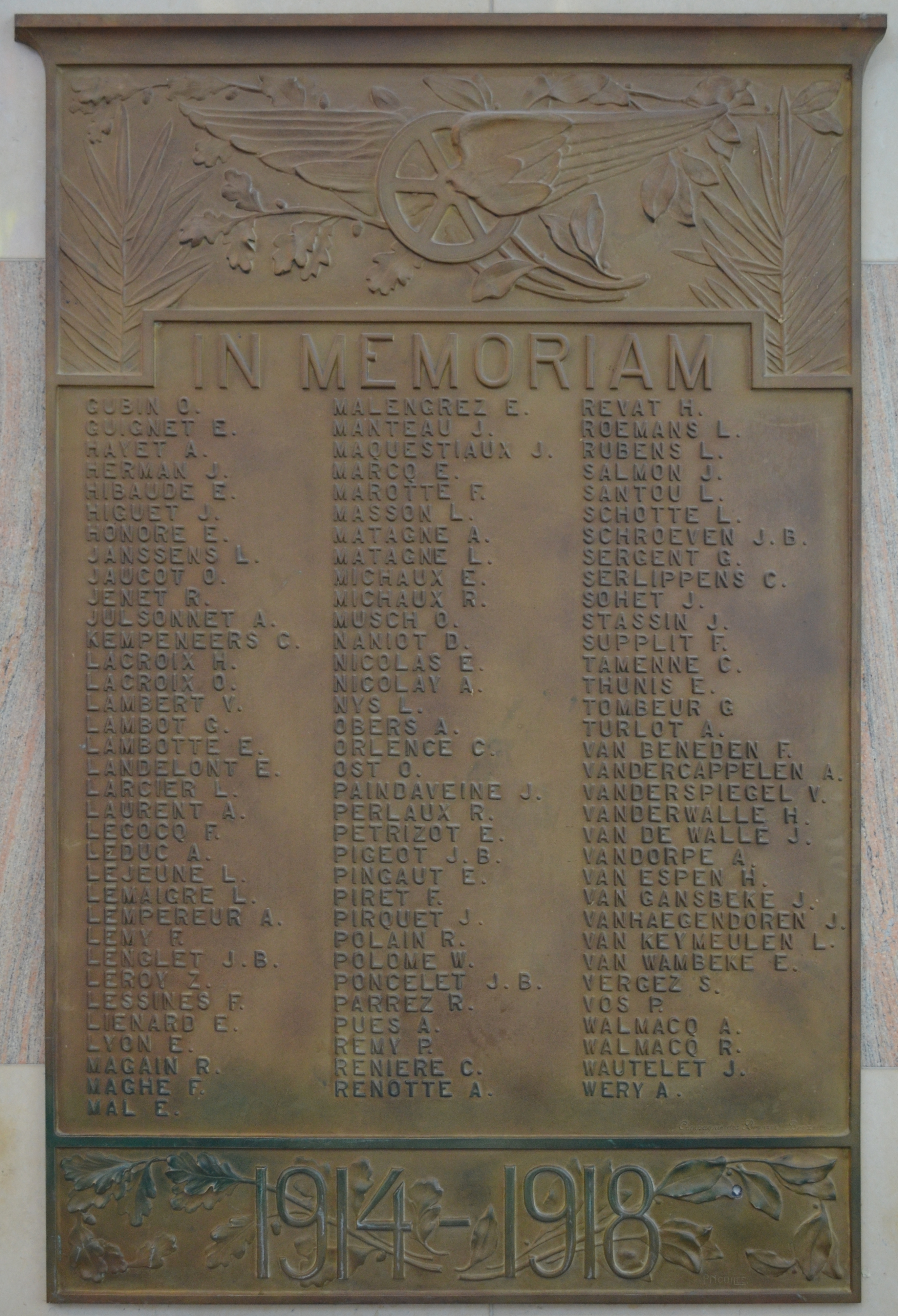

## Service des voyageurs

### Accueil
Cette gare est équipée d'un système d'annonces vocales et digitales automatiques des trains (PIDAAS).
Elle comporte 12 voies, la 8e n'étant pas accessible via les quais. Ces voies sont généralement utilisées comme suit : les voies 1 à 3 accueillent les trains L Ottignies - Tamines, parfois des trains vers Nivelles et Bruxelles, les voies 4 et 5 reçoivent les trains IC vers Bruxelles, Anvers (et Essen), la voie 6 est utilisée par le train L Charleroi - Mons, les voies 7 et 9 reçoivent les trains IR et IC de la dorsale wallonne. Les convois de marchandises transitant par Charleroi utilisent également ces deux voies. Enfin, les voies 10 à 12 sont utilisées par les trains vers Walcourt et Couvin, Erquelinnes ou Braine-le-Comte.
Les voies sont surplombées par le R9 (le boulevard périphérique qui ceinture le centre de Charleroi). Une cabine de signalisation, construite en 1984[réf. nécessaire] et détruite en 2021, aux allures de tour de contrôle aérien, se trouvaient à côté de la voie 1,. Au pied de cette tour sera installée en 1985 la locomotive à vapeur 41.195. Elle sera remplacée en 1999 par un autorail de la série 46 (le 4603) qui y restera jusqu'à la fin 2015, date à laquelle il ira rejoindre la 41.195 au Stoomtrein Maldegem-Eeklo,.

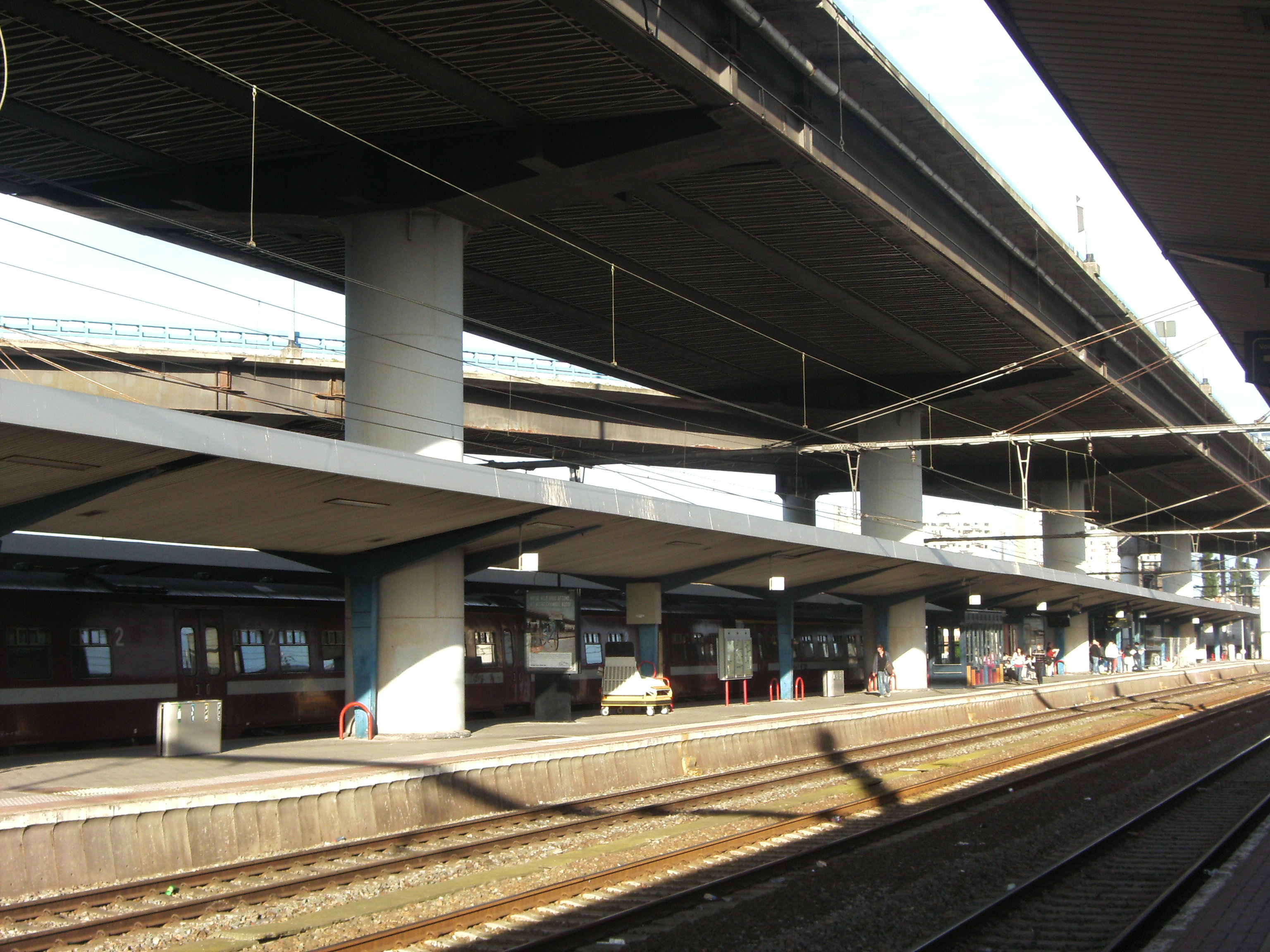
La voie 8 et le quai des voies 9 et 10 surplombé par le ring R9
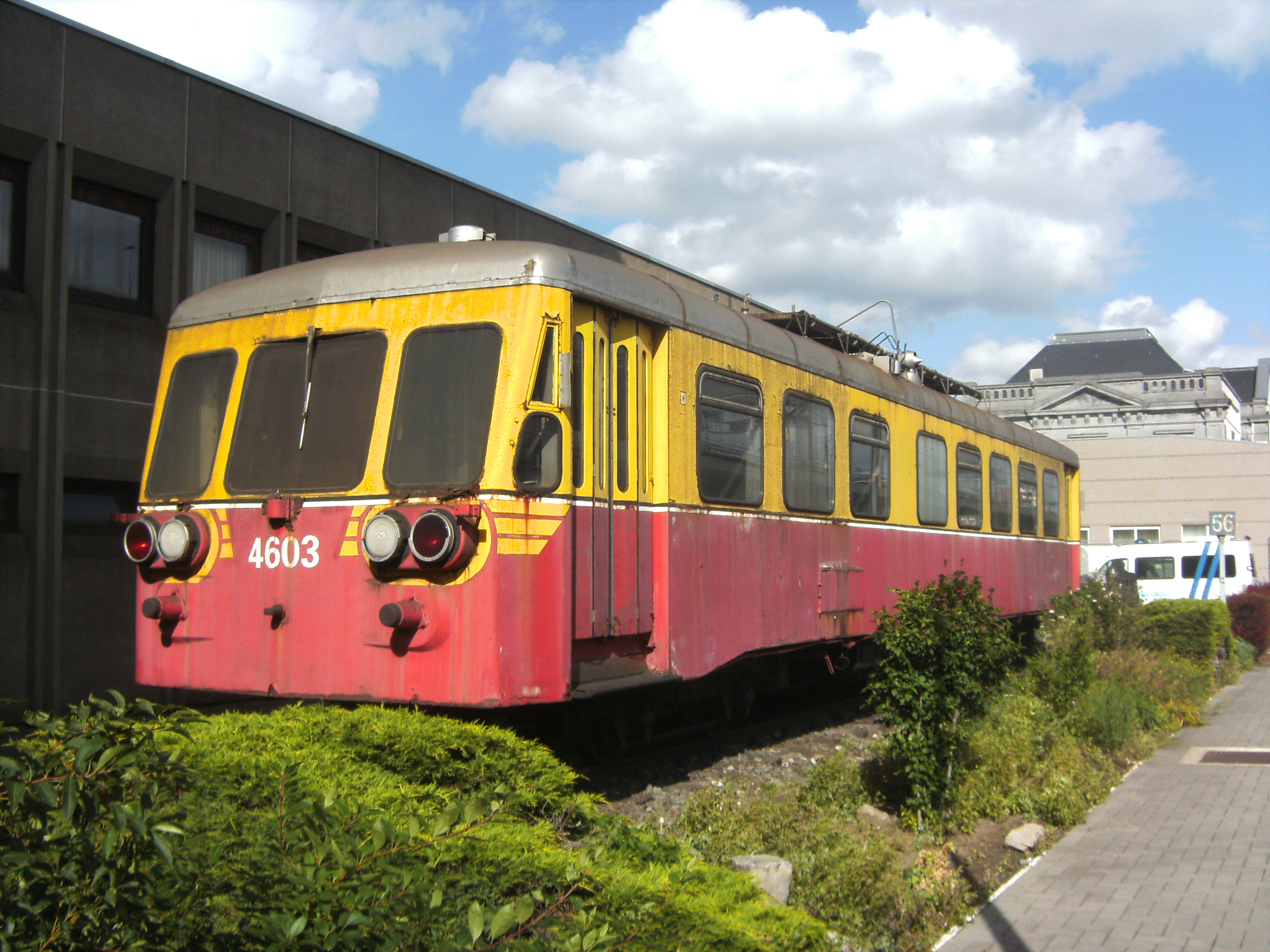
Autorail 4603 qui fut installé comme monument de 1999 à 2015.
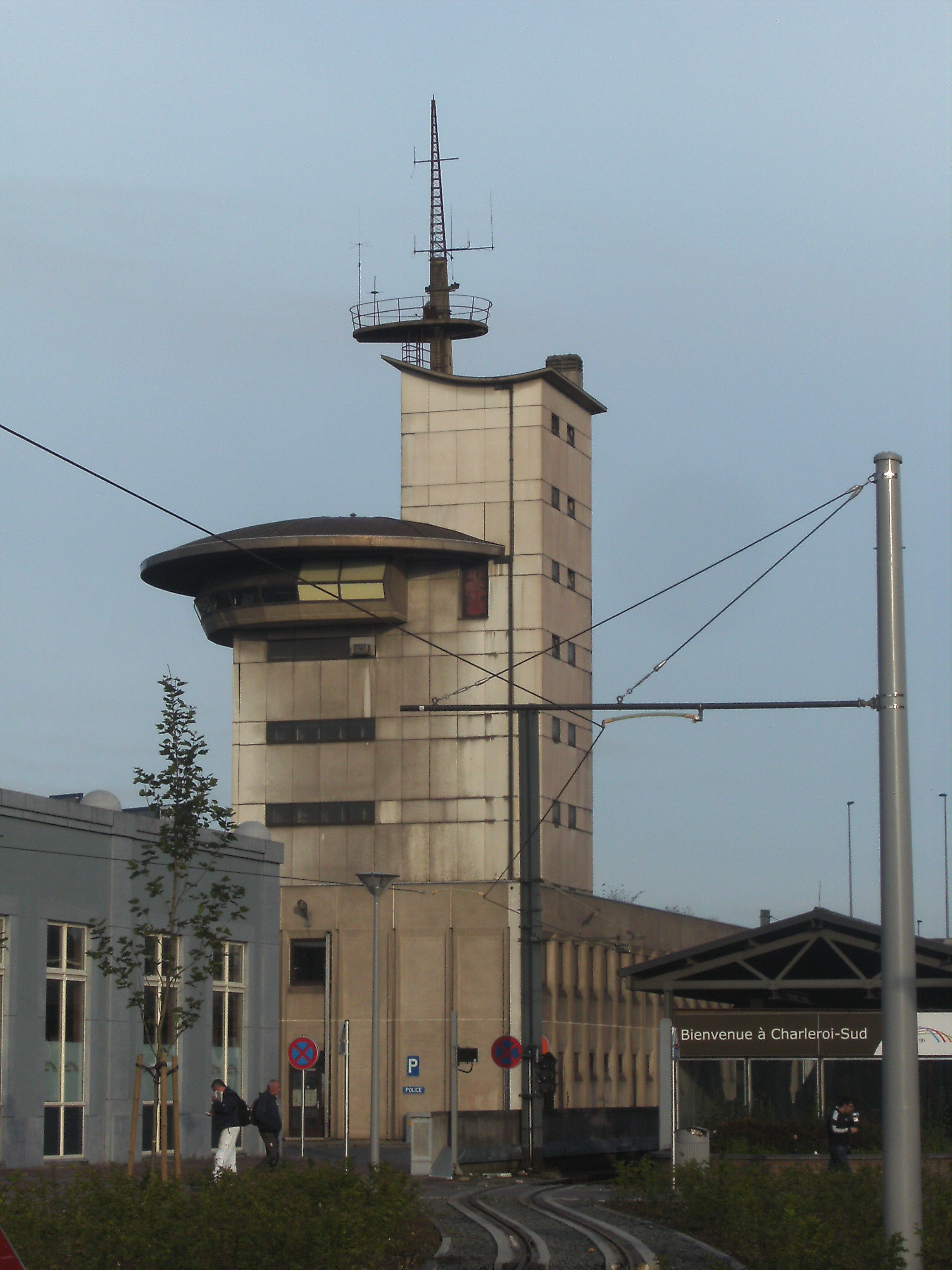
Cabine de signalisation en 2012.
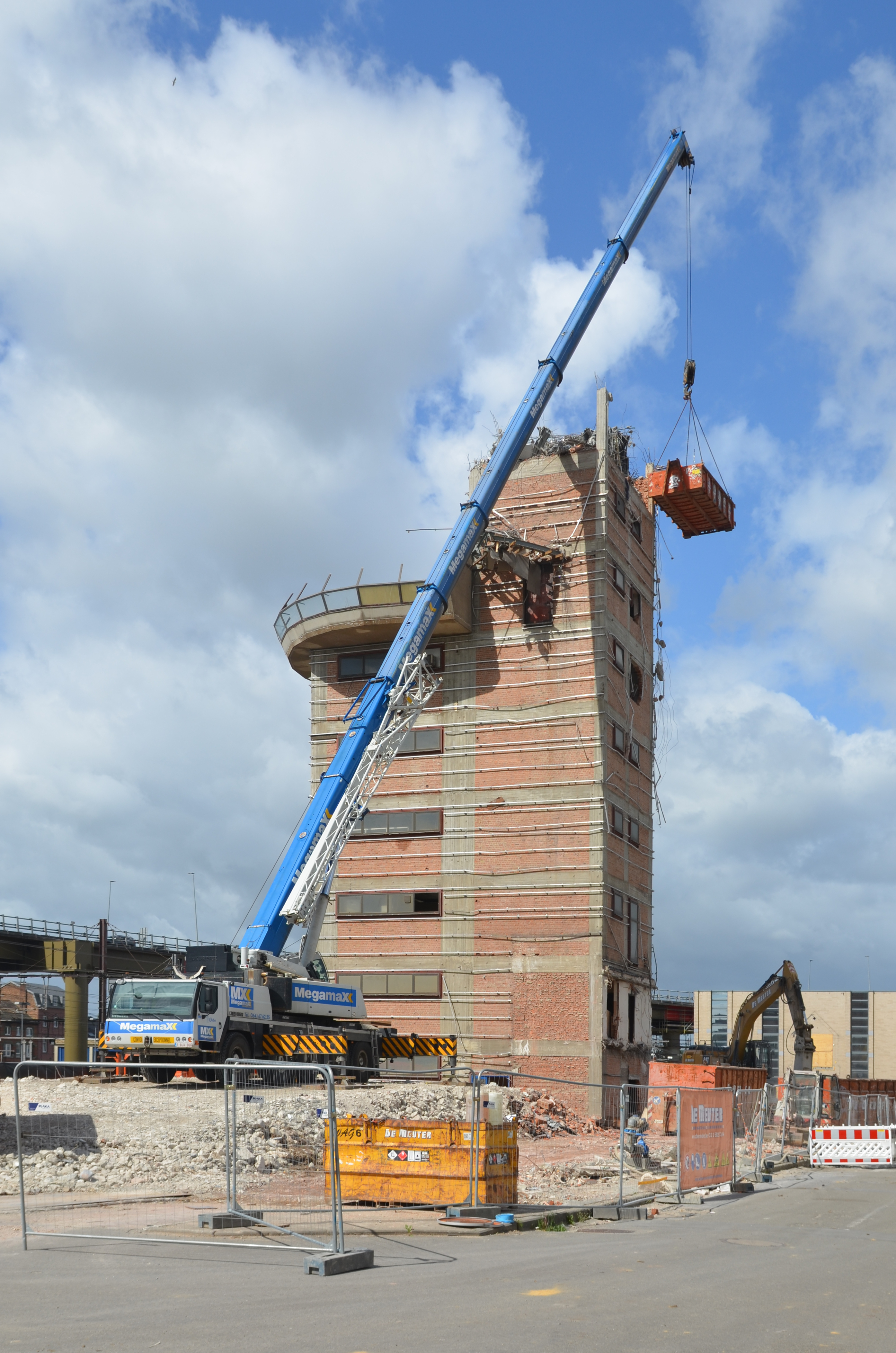
Cabine de signalisation en cours de démolition, en mai 2021.

### Desserte
Les principales relations passant par Charleroi-Central sont :
- une desserte InterCity cadencée à l'heure le week-end (et même à la demi-heure en semaine depuis décembre 2007 et la mise en œuvre d'un second InterCity, en remplacement de l'IR Bruxelles-Charleroi-Namur) entre Charleroi et Anvers-Central ou Essen via Bruxelles.
- une desserte InterCity cadencée à l'heure sur la « Dorsale wallonne » le week-end (entre Mouscron et Liège).
- une desserte InterCity entre Namur, Tournai et Lille-Flandres, et entre Mons et Liège. Cet 2 IC ne circulent pas le week-end.
- une desserte semi-directe (S19) de Charleroi à l'aéroport de Bruxelles-National via Etterbeek, Bordet et le quartier européen.
- Des relations omnibus (lignes S61, S62 et S63 du RER de Charleroi) vers La Louvière, Tamines, Namur, Ottignies (prolongée anciennement vers Wavre) et Erquelinnes (cette dernière relation est, pour certains trains, prolongée jusqu'à la gare française de Maubeuge). Ces relations sont cadencées à l'heure en semaine, toutes les deux heures le week-end, le train L Ottignies-Tamines est alors scindé en deux tronçons: Ottignies-Charleroi et Charleroi-Namur.
- Une desserte vers Couvin, composée de trains S64 desservant un nombre réduit d'arrêts et qui sont aussi les seuls à circuler le weekend toutes les deux heures environ. Cette relation présente un horaire qui n'est plus parfaitement cadencé, ce qui est une exception à la SNCB depuis l'avènement du plan IC-IR de 1984 qui avait généralisé ce principe.
- Divers trains d'heure de pointe (P) de et vers Bruxelles, Namur, Luttre, Ottignies, Couvin et Erquelinnes.
- En saison touristique, divers trains ICT (trains touristiques) vers Blankenberge (en semaine pendant les grandes vacances et le week-end) et Bierges-Walibi (le week-end).

### Intermodalité
La gare est desservie par le métro léger de Charleroi et les bus du TEC, via la station Gare Centrale. Les voyageurs peuvent à la fois se diriger vers la Ville Haute par l'ouest, et vers les nombreuses écoles et hôpitaux de Charleroi par l'est. De là part également le bus A qui la relie directement à l'aéroport de Charleroi-Bruxelles-Sud.

## Comptage voyageurs
Ce graphique et tableau montre le nombre de voyageurs embarquant en moyenne durant la semaine, le samedi et le dimanche.
| Nombre de passagers qui embarquent à la gare de Charleroi-Central | Nombre de passagers qui embarquent à la gare de Charleroi-Central | Nombre de passagers qui embarquent à la gare de Charleroi-Central | Nombre de passagers qui embarquent à la gare de Charleroi-Central |
|                                                                   | Semaine                                                           | Samedi                                                            | Dimanche                                                          |
| ----------------------------------------------------------------- | ----------------------------------------------------------------- | ----------------------------------------------------------------- | ----------------------------------------------------------------- |
| 1977                                                              | 11 464                                                            | 4 694                                                             | 4 209                                                             |
| 1978                                                              | 11 243                                                            | 4 773                                                             | 5 252                                                             |
| 1979                                                              | 10 008                                                            | 3 072                                                             | 3 268                                                             |
| 1980                                                              | 12 106                                                            | 4 512                                                             | 4 359                                                             |
| 1981                                                              | 11 327                                                            | 4 482                                                             | 4 053                                                             |
| 1982                                                              | 11 848                                                            | 4 934                                                             | 4 797                                                             |
| 1983                                                              | 12 168                                                            | 3 991                                                             | 4 245                                                             |
| 1984                                                              | 10 373                                                            | 4 290                                                             | 4 831                                                             |
| 1985                                                              | 12 000                                                            | 3 997                                                             | 4 545                                                             |
| 1986                                                              | 13 610                                                            | 3 980                                                             | 4 802                                                             |
| 1987                                                              | 13 105                                                            | 4 028                                                             | 5 318                                                             |
| 1988                                                              | 12 796                                                            | 3 913                                                             | 4 501                                                             |
| 1989                                                              | 12 819                                                            | 4 247                                                             | 4 520                                                             |
| 1990                                                              | 10 887                                                            | 3 768                                                             | 3 680                                                             |
| 1991                                                              | 13 911                                                            | 3 684                                                             | 3 509                                                             |
| 1992                                                              | 12 885                                                            | 3 691                                                             | 4 769                                                             |
| 1993                                                              | 11 021                                                            | 3 204                                                             | 4 325                                                             |
| 1994                                                              | 12 796                                                            | 4 050                                                             | 3 675                                                             |
| 1995                                                              | 13 589                                                            | 3 690                                                             | 3 782                                                             |
| 1996                                                              | 14 493                                                            | 3 854                                                             | 3 785                                                             |
| 1997                                                              | 10 862                                                            | 3 664                                                             | 3 352                                                             |
| 1998                                                              | 10 647                                                            | 3 712                                                             | 3 686                                                             |
| 1999                                                              | 10 817                                                            | 2 677                                                             | 3 018                                                             |
| 2000                                                              | 11 116                                                            | 3 975                                                             | 3 806                                                             |
| 2001                                                              | 10 122                                                            | 3 384                                                             | 3 685                                                             |
| 2002                                                              | 10 333                                                            | 3 515                                                             | 3 416                                                             |
| 2003                                                              | 9 338                                                             | 3 688                                                             | 3 566                                                             |
| 2004                                                              | 11 460                                                            | 3 643                                                             | 3 478                                                             |
| 2005                                                              | 10 414                                                            | 4 928                                                             | 3 330                                                             |
| 2006                                                              | 11 711                                                            | 4 316                                                             | 4 361                                                             |
| 2007                                                              | 9 736                                                             | 3 752                                                             | 3 550                                                             |
| 2008                                                              | -                                                                 | -                                                                 | -                                                                 |
| 2009                                                              | 11 218                                                            | 4 293                                                             | 4 275                                                             |
| 2010                                                              | -                                                                 | -                                                                 | -                                                                 |
| 2011                                                              | -                                                                 | -                                                                 | -                                                                 |
| 2012                                                              | 12 280                                                            | 4 322                                                             | 4 405                                                             |
| 2013                                                              | 13 195                                                            | 5 297                                                             | 5 073                                                             |
| 2014                                                              | 13 223                                                            | 4 586                                                             | 4 979                                                             |
| 2015                                                              | 12 642                                                            | 4 036                                                             | 4 048                                                             |
| 2016                                                              | 11 667                                                            | 4 555                                                             | 4 117                                                             |
| 2017                                                              | 11 869                                                            | 5 345                                                             | 5 036                                                             |
| 2018                                                              | 11 778                                                            | 5 350                                                             | 4 507                                                             |
| 2019                                                              | 11 786                                                            | 5 490                                                             | 4 464                                                             |
| 2020                                                              | 7 062                                                             | 3 249                                                             | 3 058                                                             |
| 2021                                                              | -                                                                 | -                                                                 | -                                                                 |
| 2022                                                              | 9 734                                                             | 4 952                                                             | 4 228                                                             |
| 2023                                                              | 11 030                                                            | 4 840                                                             | 4 072                                                             |
| 2024                                                              | 10 589                                                            | 5 793                                                             | 5 048                                                             |

Installations et desserte
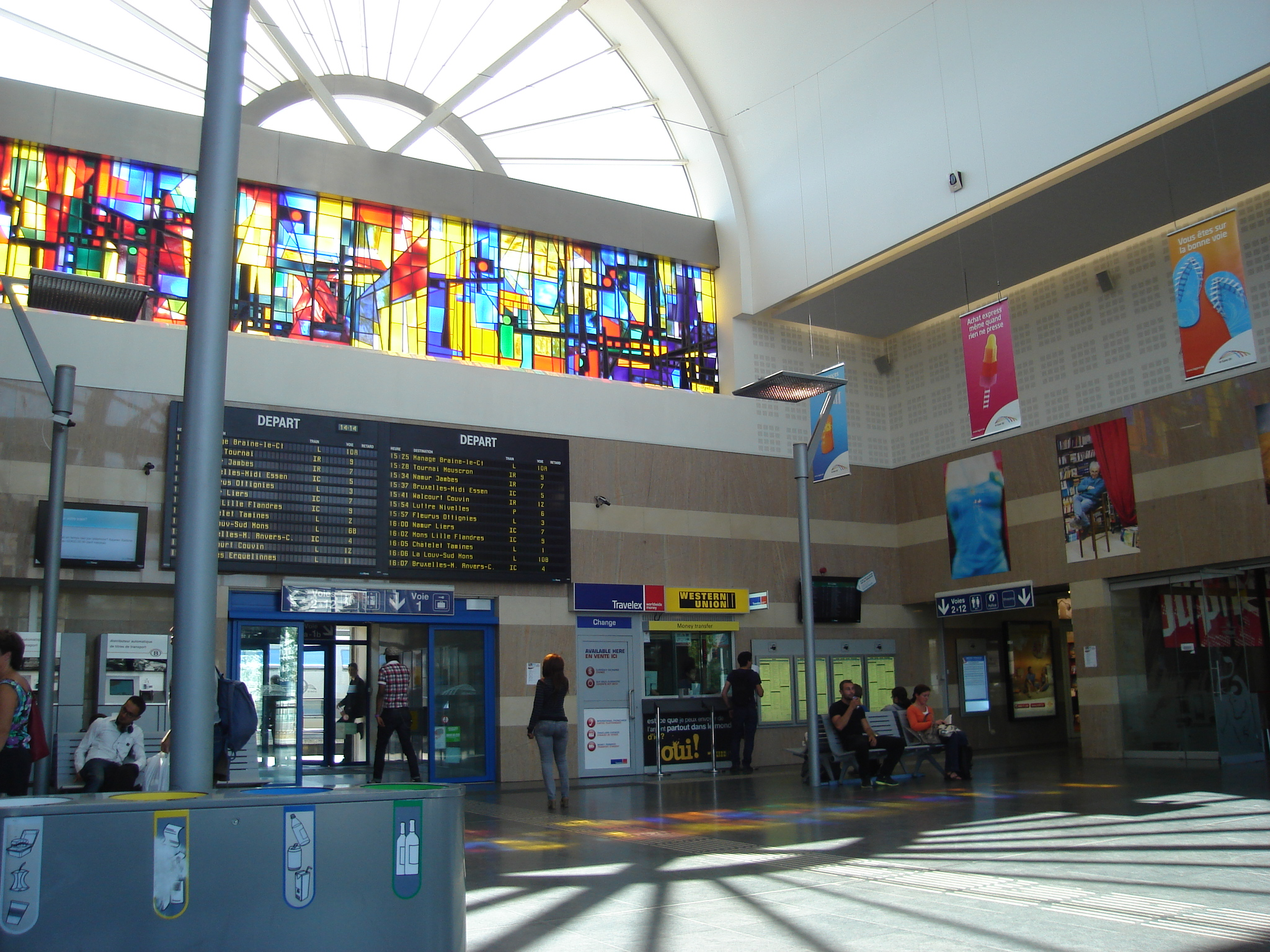
Salle des pas perdus.
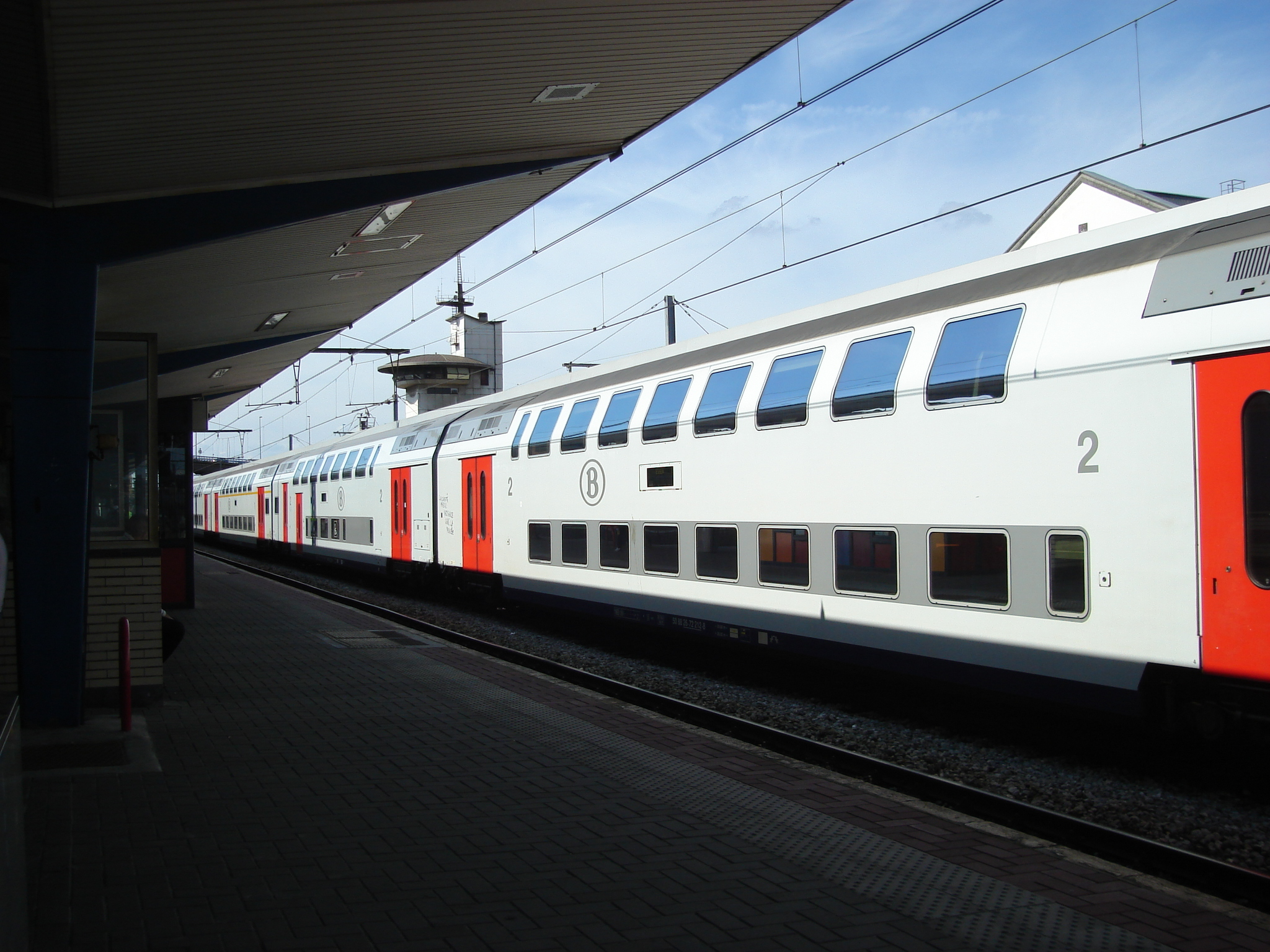
Train IC pour Bruxelles et Anvers-Central.
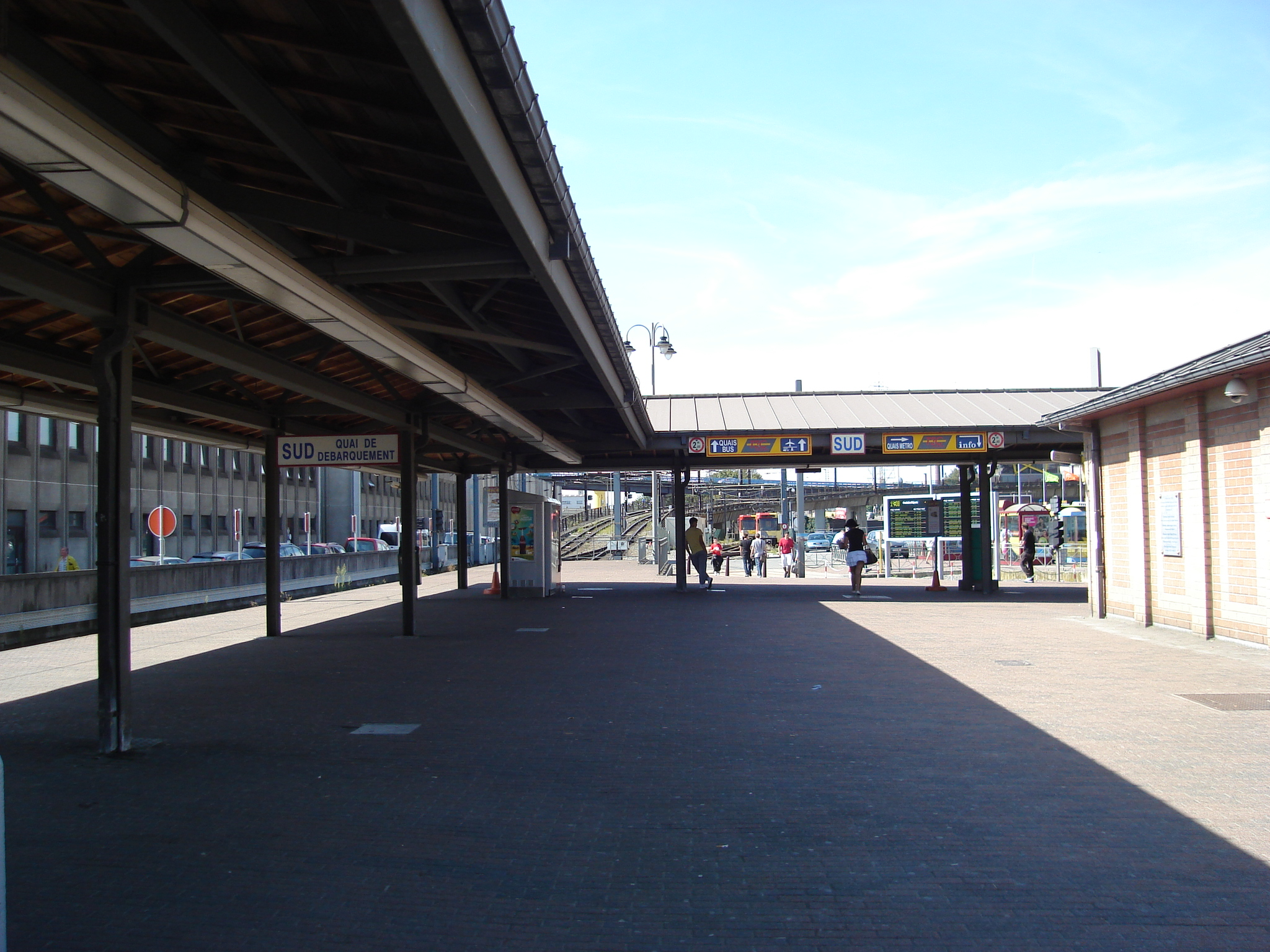
Station de métro en septembre 2011.